# Полейовский, Пётр
Пётр Полейовский (пол. Piotr Polejowski, 1734 — 1776) — львовский архитектор эпохи рококо. Старший из братьев Полейовских.

## Биография
Родился в 1734 году в семье Яна и Екатерины. Происходил из львовской мещанской семьи, члены которой часто упомянуты в метрических книгах костёла Марии Снежной Краковского предместья. Где проходил обучение — неизвестно. Дмитрий Крвавич предполагал, что Полейовский мог быть украинцем по происхождению.
По предположениям Владимира Вуйцика, мог быть учеником Бернарда Меретина (по мнению Збигнева Горнунга, был его учеником) и изучать архитектуру в Львовской иезуитской коллегии. 23 октября 1765 года получил титул королевского архитектора, что освобождало его от цеховой зависимости. Проживал во Львове на улице Армянской, сначала в доме № 14 вместе со скульптором Антоном Осинским — шурином, мужем сестры Розалии — потом в собственноручно построенном доме под № 13.
Был женат на Марианне из Пелчинских (умерла в 1781 году). Имел двух братьев скульпторов (Яна и Матфея), и двух сестёр. Сестра Розалия была женой скульптора Антона Осинского, а Магдалина — художника Матвея Миллера. Имел дочь Веронику Теклю (род. в 1764), сына Руперта Винцента Войцеха (род. 27 марта 1776).
Умер между 27 марта и 21 мая 1776 года. Похоронен в Латинском кафедральном соборе Львова.

## Проекты
Его деятельность тесно связана с личностью протектора — львовского римско-католического архиепископа (с 1759) Вацлава Геронима Сераковского.
- Костел францисканского монастыря в Перемышле по собственному проекту (1753). Разработал также проект главного алтаря (реализован его братом Матвеем).
- Двухъярусная колокольня на три колокола при приходском костеле в селе Навария (1766).
- Руководство перестройкой Латинского кафедрального собора во Львове в 1765—1771 годах. Готический купол башни заменены барочный, к западному фасаду пристроен алтарь. Полейовский также полностью руководил новым художественным оформлением — выполнил проекты алтарей, скамей для райцев и лавочников города.
- Барочный фронтон львовского костёла святого Антония.
- Главный алтарь костела иезуитов в Перемышле.
- Проект приходского костела в Малехове (1771)[3].

Жилые дома.
- Дом Михаила Жевуского на Площади Рынок, 3 (1770—1772 , скульптурное убранство Франциска Оленского).
- Дом аптекаря Карла Шерфа и военного провизора Франца Вильгельма Наторпа на улице Печатной , 2 (1775)
- Дом Иосифа Подлевского на улице Краковской, 17 (1768—1773).
- Двухэтажный дом на улице Краковской, 24 (1774).
- Дворец Марианны Секежинской в районе нынешней улицы Кривоноса (1774 , завершал строительство Франциск Кульчицкий).
- Собственный дом на улице Армянской , 13 во Львове (между 1773 и 1776). В июне 1778 сгорел, руины 1780 года проданы вдовой графу Иосифу Меру и в 1783 году перестроены по проекту Пьера Дени Гибо.
- Дом Убальдини (1771—1772).
- Дворец Констанции Бельской.